# Комаров, Михаил Семёнович (генерал-майор)
Михаил Семёнович Комаров — советский хозяйственный, государственный и политический деятель, генерал-майор инженерно-авиационной службы.

## Биография
Родился в 1909 году в Ростове. Член КПСС с 1937 года.
С 1924 года — на хозяйственной, общественной и политической работе. В 1924—1975 гг. — станочник, мастер участка, начальник опытного цеха, заместитель директора, директор Московского авиамоторного завода № 24, директор завода № 45 НКАП, директор Тушинского машиностроительного завода, начальник отдела Госплана РСФСР, заведующий авиационным отделом Госплана СССР.
Избирался депутатом Верховного Совета СССР 4-го созыва. Делегат XX съезда КПСС.
За работу в области машиностроения был удостоен Сталинской премии второй степени в области машиностроения 1952 года.
Умер в Москве в 1994 году. Похоронен на Пятницком кладбище.